# 永田虹歩
永田 虹歩（ながた にじほ、2000年12月6日 - ）は、日本の女子ラグビーユニオン選手。2024年の春夏シーズンはニュージーランドのブルーズに加入。

## プロフィール
- 愛知県名古屋市出身[2]。
- ポジションはフッカー(HO)。
- 身長 163cm、体重 77kg
- 女子日本代表キャップは11。（2022年11月現在）

## 略歴
中学2年生からラグビーを始めた。
2019年、西陵高校卒業後、国際武道大学に入学。
2021年11月8日に行われたリポビタンDチャレンジカップ2021女子ヨーロッパ遠征女子ウェールズ代表戦にて先発出場で女子日本代表初キャップを獲得した。
2022年、ラグビーワールドカップ2021の女子日本代表に選ばれた。
2023年3月、国際武道大学卒業。
2023年、日本時間の春から夏まで（現地の秋冬シーズン）、ニュージーランドオークランドのクラブ、ポンソンビーに加入。シーズン最終戦まで正HOをつとめた。
2024年2月21日、ニュージーランドのブルーズに加入。